# سرخه (گلشن)
سرخه، روستایی در دهستان کله گان بخش کله گان شهرستان گلشن در استان سیستان و بلوچستان ایران است.

## جمعیت
بر پایه سرشماری عمومی نفوس و مسکن در سال ۱۳۹۵، جمعیت این روستا برابر با ۷۶ نفر (۱۶ خانوار) بوده‌است.